# Храстовець-под-Бочем
Храстовець-под-Бочем (словен. Hrastovec pod Bočem) — поселення в общині Польчане, Подравський регіон‎, Словенія.